# Dylan Mbayo
Dylan Mbayo, né le 11 octobre 2001 en Belgique, est un footballeur belge,, qui joue au poste d'attaquant au PEC Zwolle.

## Biographie

### En club
Ayant grandi en Belgique, où son père Marcel joue pour le KSC Lokeren pendant de plusieurs années,. C'est dans ce même club que Dylan Mbayo signe son premier contrat professionnel en décembre 2018. Le 10 mars 2019, il fait ses débuts en professionnel lors de l'avant-dernière journée de la compétition régulière de la saison 2018-2019 face au KRC Genk, alors que Lokeren est déjà mathématiquement certain d'être relégué en Division 1B. Titulaire lors de cette rencontre, son équipe s'incline sur le score d'un but à zéro. Une semaine plus tard, il est à nouveau titulaire contre le Cercle Bruges et délivre une passe décisive pour l'ouverture du score d'Amine Benchaib. Son équipe s'impose sur le score de trois buts à un.
Après sa bonne fin de saison, Mbayo peut compter sur l'intérêt des Wolverhampton Wanderers, de Norwich City et de Hanovre 96 à l'été 2019. Le dernier jour de la période des transferts de 2019, Mbayo signe à La Gantoise, où il ne joue finalement que onze rencontres en deux saisons. L’ailier inscrit deux buts lors de ces onze matchs, à chaque fois en Coupe de Belgique. Le premier pendant la saison 2019-2020, où son club s'impose zéro but à quatre contre l'Eendracht Alost, et le second lors de la saison suivante, où il inscrit le cinquième but sur penalty lors de la victoire cinq buts à zéro contre le KFC Heur-Tongeren.
Le 3 août 2021, le Belge, qui avait été relégué au noyau B à Gand, signe un contrat de cinq ans au KV Courtrai, où, après sept matchs passés en tant que remplaçant en championnat (moins d'une demi-heure jouée à chaque fois), il obtient sa première titularisation le 27 octobre 2021, lors du match de coupe contre le Knokke FC. Par la suite, l'entraîneur Karim Belhocine, qui succède à Luka Elsner, parti au Standard de Liège à la mi-octobre, continue à l'utiliser d'abord comme remplaçant. Ce n'est qu'à la dix-huitième journée de championnat que Mbayo obtient sa première titularisation pour Courtrai en Jupiler Pro League. Le 14 janvier 2022, l'ailier, qui est depuis titulaire à Courtrai, ouvre son compteur buts en Jupiler Pro League précisément contre son ex-club, Gand. Lors du match nul deux buts partout, il inscrit les deux buts courtraisiens,.
À l'issue de la saison 2024-2025, Dylan Mbayo troque définitivement Courtrai, relégué en Challenger Pro League, pour le PEC Zwolle où il signe un contrat d'une saison avec une option pour une année supplémentaire.